# Rivière Coats
Rivière Coats är ett vattendrag i Kanada.   Det ligger i provinsen Québec, i den östra delen av landet, 1 100 km norr om huvudstaden Ottawa.
Omgivningarna runt Rivière Coats är i huvudsak ett öppet busklandskap. Trakten runt Rivière Coats är nära nog obefolkad, med mindre än två invånare per kvadratkilometer.